# 斎藤偕子
斎藤 偕子（さいとう ともこ、1935年4月27日 -2021年12月23日 ）は、日本のアメリカ演劇学者、演劇評論家、慶應義塾大学名誉教授。本姓・楠原。

## 経歴
東京（現中野区）生まれ。1958年同志社大学文学部英文科卒。62年同大学院退学。劇団俳優座舞台部勤務、64年白水社『新劇』編集部勤務。1968年ニューヨーク大学大学院修士課程修了。1969年東洋英和女学院短期大学専任講師、71年助教授、1970年菊田賞受賞。1977年慶大文学部助教授、81年教授、2000年退任、名誉教授、日本橋学館大学教授。2011年『19世紀アメリカのポピュラー・シアター』で日本演劇学会河竹賞受賞。演劇評論は斎藤偕子の名で、学術雑誌には楠原偕子の名で執筆。

## 著書
- 『黎明期の脱主流演劇サイト ニューヨークの熱きリーダー 1950-60』鼎書房、2003
- 『19世紀アメリカのポピュラー・シアター 国民的アイデンティティの形成』論創社、2010 叢書「演劇論の現在」
- 井上理恵編著『木下順二の世界』「ドラマのフォームと思想　あるいは歴史と個人のかかわり」社会評論社2014
- 共著『つかこうへいの世界　消された〈知〉』「戦略家つかの”「講談」語り”で囲ったゴドー版」社会評論社2019

### 翻訳
- 『テネシー・ウィリアムズ小説集　ストーン夫人のローマの春』白水社、1981
- クリストファー・イネス『アバンギャルド・シアター 1892～1992』堀真理子、小菅隼人、川浪亜弥子、伊藤ゆかり、佐藤達郎、常山菜穂子共訳 テアトロ、1997

## 参考
- 楠原偕子教授 略歴および研究業績（楠原偕子教授 退職記念論文集）慶応義塾大学日吉紀要 英語英米文学、2000